# Ron-Robert Zieler
Ron-Robert Zieler (født 12. februar 1989) er en tysk professionel fodboldspiller, som spiller for 2. Bundesliga-klubben Hannover 96. Han var del af Tysklands trup som vandt verdensmesterskabet i 2014.

## Klubkarriere

### Manchester United
Zieler skiftede som ungdomsspiller til Manchester United. Han spillede i en årsrække på klubbens ungdoms- og reservehold, men endte dog aldrig med at spille for førsteholdet.
Han blev i november 2008 lejet til Northampton Town på en korttidsaftale som andetvalgsmålmand, da de kun havde en målmand i klubben. Han fik sin professionelle debut med klubben den 21. februar 2009 i en kamp imod Walsall.

### Hannover 96
Zieler vendte i 2010 hjem til Tyskland, da han skiftede til Hannover 96 efter en succesfuld prøveperiode. Efter at oprindeligt have spillet på reserveholdet, så fik han sin førsteholdsdebut den 16. januar 2011 i en Bundesliga-kamp imod Eintracht Frankfurt. Han etablerede sig herefter som førstevalgsmålmand i klubben.
Den 29. november 2014 spillede han sin kamp nummer 121 i streg i Bundesligaen, og slog hermed rekorden for flest kamp spillet i streg. Klubben led dog nedrykning i 2015-16 sæsonen, og Zieler annocerede herpå at han ville forlade klubben, for at fortsat spille på det højeste niveau.

### Leicester City
Zieler skiftede i juni 2016 til de engelske mestre fra den forrige sæson, Leicester City.

### VfB Stuttgart
Efter bare en enkel sæson med Leicester, hvor at de ikke lykkedes Zieler at etablere sig, så skiftede han i juli 2017 tilbage til Tyskland, da han skiftede til VfB Stuttgart.
Han lavede den 29. september 2018 en mærkværdig fejl under en kamp imod Werder Bremen, da han ved en fejl tæmmede et indkast fra en holdkammerat ind i eget net. Dette selvmål endte med at gå viralt verden over.

### Hannover 96 retur
Zieler vendte i juni 2019 tilbage til Hannover 96.

#### Leje til 1. FC Köln
Zieler blev i august 2020 udlejet til 1. FC Köln.

## Landsholdskarriere

### Ungdomslandshold
Zieler har repræsenteret Tyskland på flere ungdomsniveauer. Han var del af Tysklands U/19-trup som vandt U/19-Europamesterskabet i 2008.

### Seniorlandshold
Zieler debuterede for Tysklands landshold den 11. november 2011. Han var del af Tysklands trupper til flere international tuneringer, herunder VM i 2014, hvor at Tyskland vandt verdensmesterskabet.